# National Stock Exchange of India

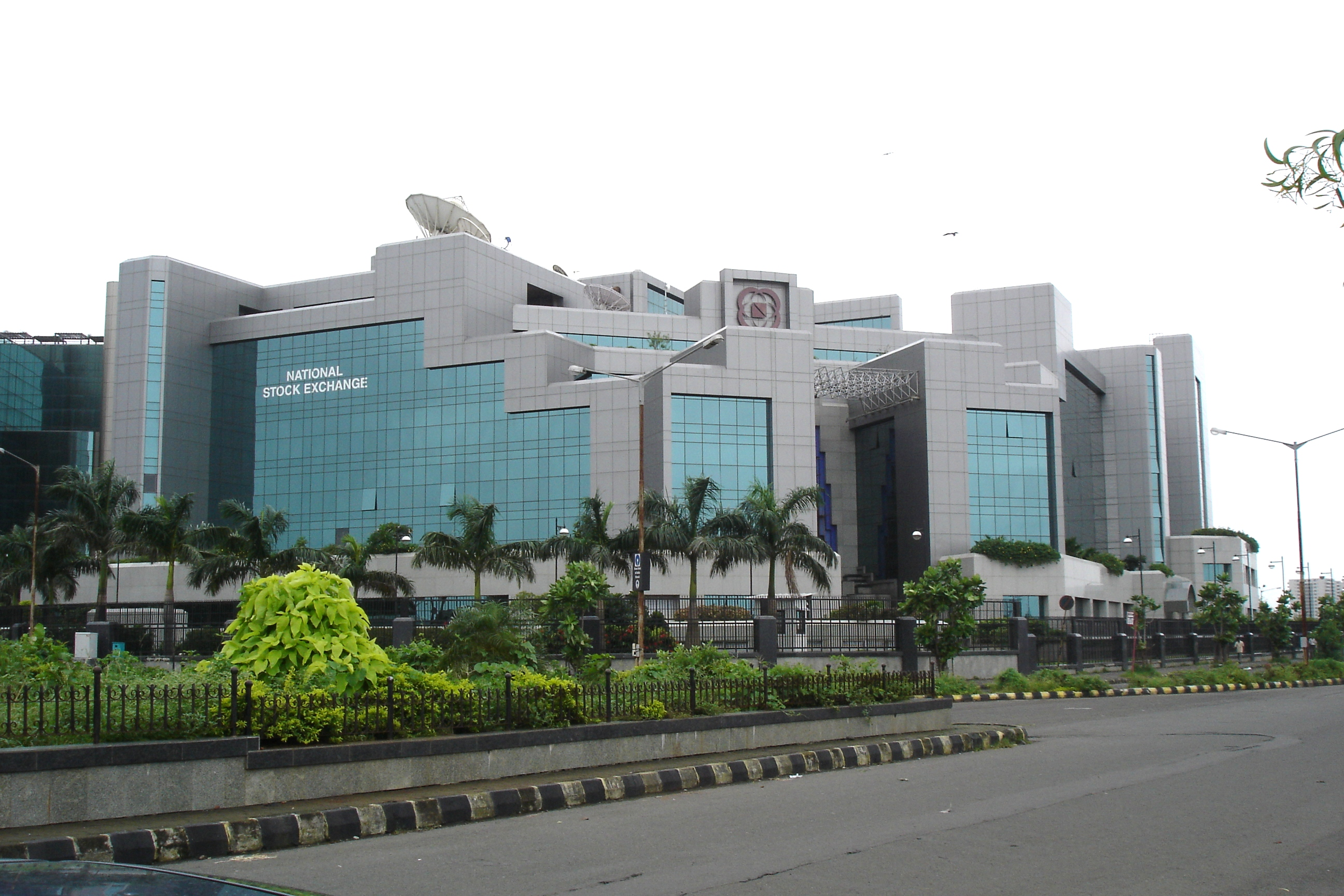
NSE-Gebäude am BKC, Mumbai

Die National Stock Exchange of India (NSE)  ist die größte indische Wertpapierbörse mit Sitz in Mumbai.
Sie ist größtenteils im Besitz von Banken und Versicherungsgesellschaften. Die an ihr gehandelten inländischen Aktien kommen auf eine Marktkapitalisierung von 3,279 Billionen US-Dollar, was sie (Stand Januar 2023) zur siebtgrößten Börse der Welt macht.
Neben der NSE besteht in Mumbai noch die ältere Wertpapierbörse Bombay Stock Exchange, die jedoch ein geringeres Handelsvolumen besitzt. Die NSE wurde 1992 im Zuge der wirtschaftlichen und finanziellen Liberalisierung in Indien gegründet und 1993 von der indischen Handelsaufsichtsbehörde SEBI als Börse anerkannt. 1994 eröffnete die NSE ein Marktsegment für Großkredite sowie einen Kassamarkt und führte den ersten elektronischen und bildschirmbasierten Handel in Indien ein.
Trotz Bemühungen, mehr Kleinanleger anzuwerben, kommt ein Großteil der Investitionen an der NSE von wenigen Geldgebern. Die Hälfte der Transaktionen auf dem Kassamarkt zwischen April und Juni 2010 kamen von 451 Investoren, am Handel mit Derivaten waren nur 106 Investoren beteiligt. Die Beteiligung von Kleinanlegern an der Börse liegt in Indien bei gerade einmal 1,3 %, wohingegen sie beispielsweise in den USA bei 27,7 % liegt.

## Indizes
Der primäre Index der NSE ist der Nifty 50. Eine Stufe darunter folgt der NIFTY Next 50. 

## Mitgliedschaften
Die Börse ist Mitglied von:
- World Federation of Exchanges[6]
- Asian and Oceanian Stock Exchanges Federation
- South Asian Federation of Exchanges
- Sustainable Stock Exchanges Initiative